# Meckinghoven
Meckinghoven ist ein Stadtbezirk von Datteln im Kreis Recklinghausen, Nordrhein-Westfalen.
Der Stadtbezirk liegt südlich von Datteln am Dortmund-Ems-Kanal. Neben anderen klassifizierten Straßen führt auch die Bundesstraße 235 durch Meckinghoven. Im Ort befindet sich das Kraftwerk Datteln am Ufer des Kanals.

## Geschichte
Der Name der Bauerschaft Meckinghoven taucht zum ersten Mal im Güterverzeichnis der Grafen von Dale auf, welches der Burgkaplan 1188 auf Befehl seines Herrn aufnahm. Gleich zu Anfang steht bei den Hauptgütern an vierter Stelle curia Meckinchof VII molt siliginis (Hafer), VII molt ordei (Gerste), XVI molt avene (Hafer) VI porcos (Schweine) annales. Das Haus Dahl (früher auch Haus Dale) lag am rechten Ufer der Lippe, in der Nähe der Ortschaft Bork. Der Überlieferung nach stand die Burg in den ältesten Zeiten am linken Ufer der Lippe, wo die Bauerschaften Lippe und Markfeld zusammenstoßen, an der Dahler Heide, auf dem Grundstücke des Bauern Auferkamp in Markfeld. Wälle und Gräben sollen noch im 19. Jahrhundert zu sehen gewesen sein.
Politisch gehörten Meckinghoven, die Pfarrei Datteln und das gesamte Vest Recklinghausen zum Kurfürstentum Köln. Am 26. November 1802 endete infolge der Bestimmungen des Lüneviller Friedens die Landeshoheit des Kurfürsten von Köln, und das Vest Recklinghausen wurde dem Herzog Ludwig Engelbert von Arenberg zugesprochen. Die Arenbergsche Regierung nahm bereits im Jahre 1811 ein Ende. Ein Dekret Napoleons vom 25. Januar 1811 vereinigte das Vest mit dem Großherzogtum Berg. Das Vest wurde zum Arrondissement Essen geschlagen.
Datteln, mit dem Ahsen und Flaesheim, und Waltrop, mit dem Henrichenburg und Horneburg zu einem Amtsbezirk verbunden waren, wurden zu einer Bürgermeisterei (Mairie) vereinigt. Graf Max von Boenen zu Löringhof wurde als Maire eingesetzt. Dieser führte auch die Zivilstandsregister. Das Polizeibureau wurde auf dem Gut Löringhof eingerichtet. Der seitherige Amtsführer von Datteln, Döbbeler, wurde zum Polizeidiener. Nach der Völkerschlacht bei Leipzig nahm Preußen am 11. November 1813 das Vest in Besitz, und es wurde vom Wiener Kongress darin bestätigt. Durch Patent vom 21. Juni 1815 wurde das Vest endgültig mit dem preußischen Staat vereinigt.
Im Zweiten Weltkrieg wurde Meckinghoven am 2. April 1945 vom 134. Infanterie-Regiment der 35. Infanteriedivision der US Army eingenommen.

## Kirche St. Dominikus

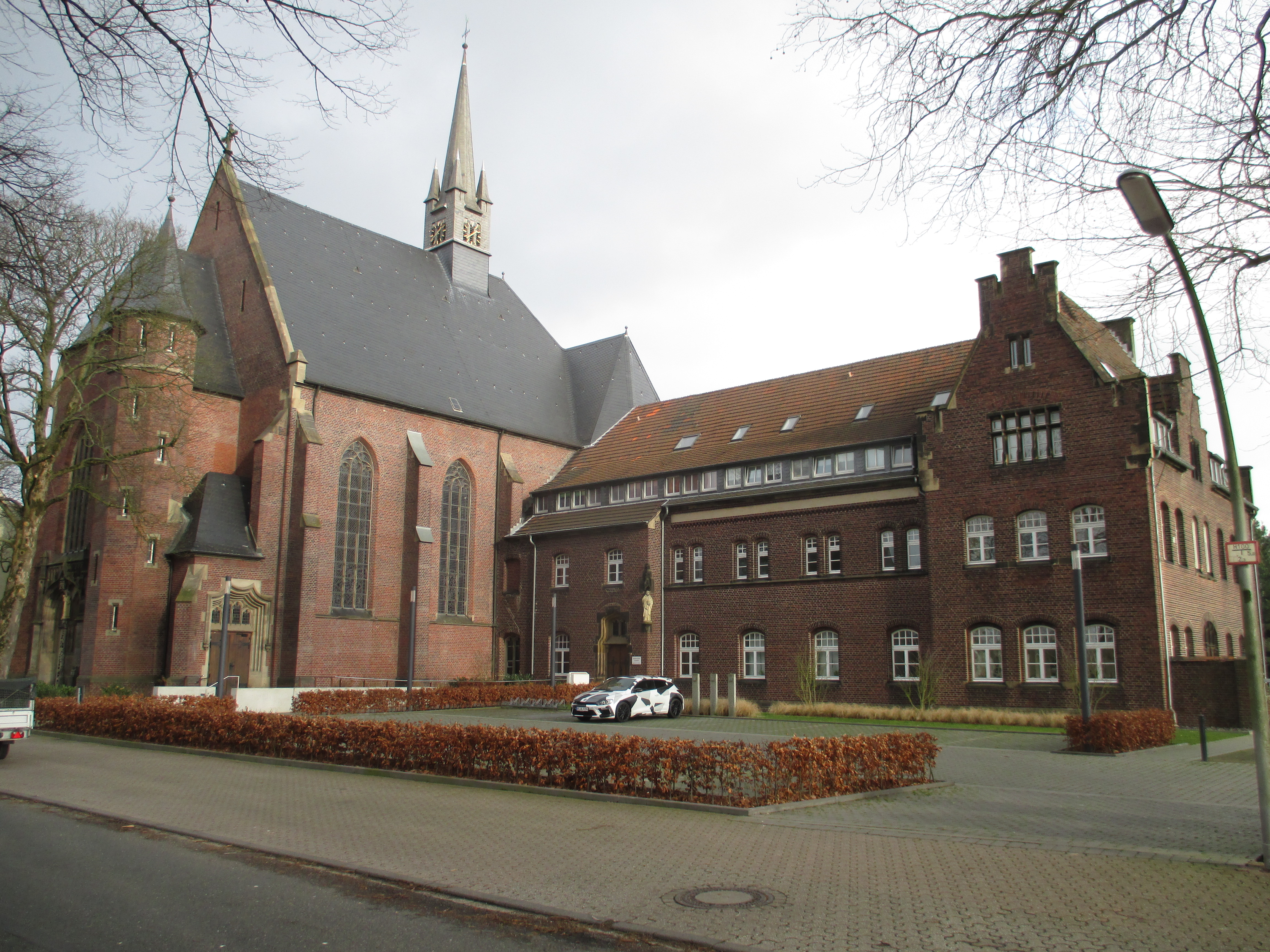
Katholische St.-Dominikus-Kirche

1899 zogen Dominikaner nach Meckinghoven und nutzten zunächst eine leerstehende Schule als Konvent. Am 6. August 1906 wurde der Grundstein zu einem neuen Konvent gelegt, die Weihe fand am vierten Adventssonntag 1907 statt. Architekt war Caspar Clemens Pickel. Chorraum und Sakristei der Klosterkirche wurden erst 1935 erbaut. 1940 erhielt die Kirche die Kirchenausstattung der aufgegebenen Berliner Dominikanerkirche St. Maria Victoria: den neugotischen Hochaltar, zwei Nebenaltäre, Taufstein und Kommunionbank, Chorbänke, Kanzel, Kreuzwegstationen, Sakristeischränke, vier Beichtstühle und zehn bis fünfzehn Heiligenfiguren. Die Holzschnitzarbeiten wurden in der Erkelenzer Bildhauerwerkstatt Peter Tillmanns nach einem Entwurf von Friedrich von Schmidt geschaffen.

## Verkehr

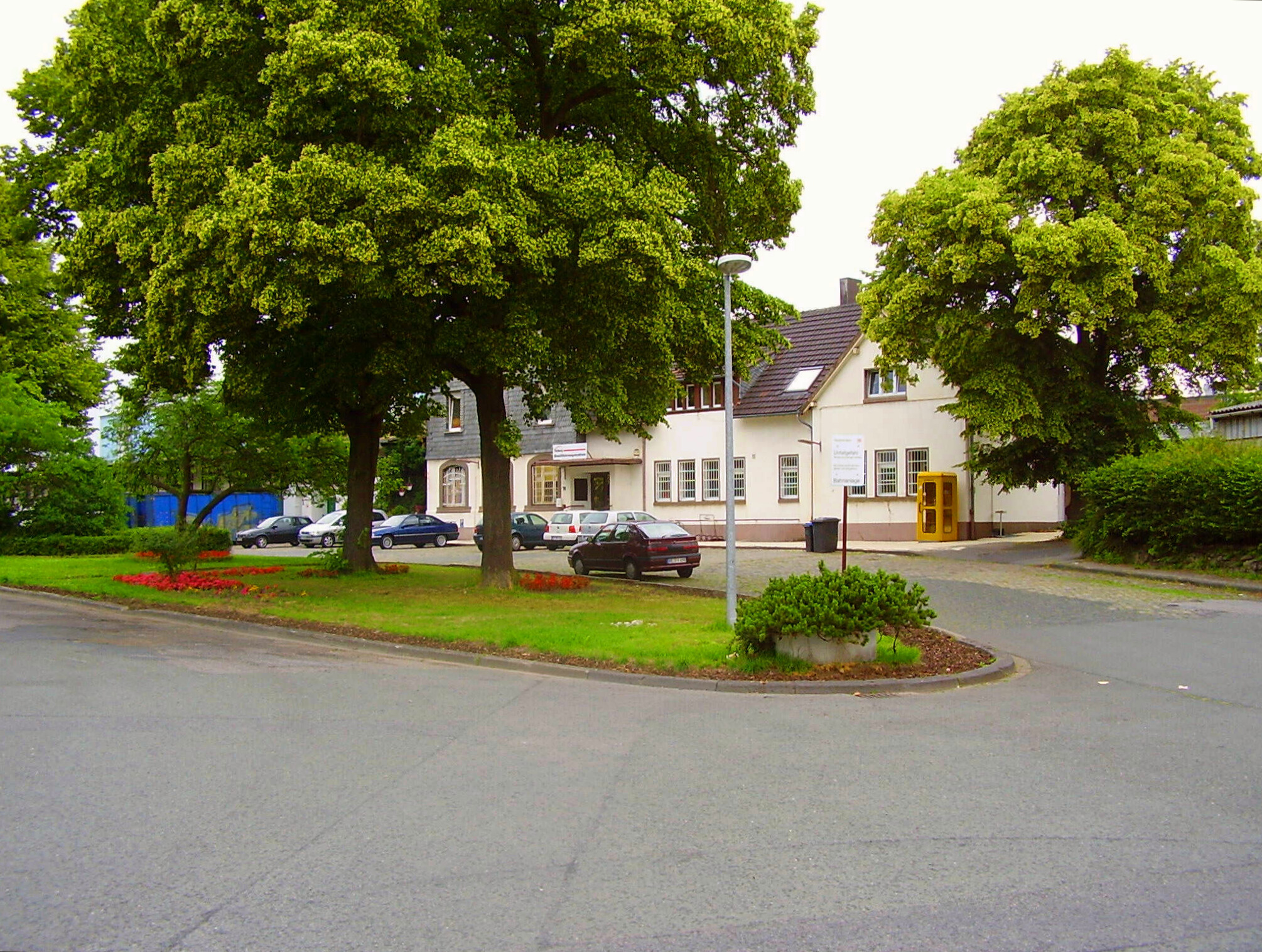
Das ehemalige Empfangsgebäude des Bahnhofs Datteln

Meckinghoven wird von den VRR-Buslinien SB22, 231, 280 und 281 der Vestischen Straßenbahnen bedient.
| Linie | Verlauf | Takt (Mo–Fr) |
| ----- | --- | ------------ |
| SB22  | Datteln Bus Bf – Beisenkampsiedlung – Hagem Vestische Kinderklinik – Dümmer Böckenheckstr. – Meckinghoven Neuer Weg – Datteln Bf – Henrichenburg – Habinghorst – Castrop-Rauxel Hbf – Europaplatz – Castrop Münsterplatz                                                        | 30 min       |
| 231   | Recklinghausen Hbf – Nordviertel – Ostviertel Lange Wanne – Alt Oer – Oer-Mitte – Maritimo – Klein-Erkenschwick – Oer-Erkenschwick Berliner Platz – Gewerbegebiet Rapen – Horneburg – Meckinghoven – Datteln Bf – Waltrop Hebewerk – Oberwiese – Waltrop Rathaus – Am Moselbach | 30 min       |
| 280   | Datteln Elisabethstr. – Ostring →/← Datteln Hafen – Datteln Bus Bf – Hagem – Dümmersiedlung – Meckinghoven | 60 min       |
| 281   | Datteln Elisabethstr. – Datteln Hafen →/← Ostring – Datteln Bus Bf – Hagem – Dümmersiedlung – Meckinghoven – Horneburg | 60 min       |

In Meckinghoven liegt auch der 1983 für den Personenverkehr stillgelegte Bahnhof Dattelns an der seitdem nur noch für den Güterverkehr genutzten Bahnstrecke Oberhausen-Osterfeld–Hamm.